# Kolno (województwo kujawsko-pomorskie)
Kolno – wieś w Polsce położona w województwie kujawsko-pomorskim, w powiecie chełmińskim, w gminie Chełmno.

## Nazwa
Miejscowość wymieniona została po raz pierwszy w łacińskim dokumencie z 1222 jako "Colno, Coln". Po rozbiorach Polski nazwa miejscowości została zgermanizowana i w języku niemieckim nazywano ją "Köln"
W latach 1939–1942 dotychczasową nazwą wsi (i znajdującego się tam majatku) było Kölln, lecz po przeprowadzonej zamianie nazw miejscowości w Okręgu Rzeszy Gdańsk-Prusy Zachodnie, w latach 1942–1945 nazywała się Kölln (Weichsel).

## Historia
Wieś leży na pograniczu Mazowsza oraz Pomorza i historycznie była związana z ziemią chełmińską na Pomorzu Nadwiślańskim. Ma metrykę średniowieczną i istnieje co najmniej od pierwszej połowy XIII wieku.
W początku XIII wieku w 1222 we wsi znajdował się gród podlegający władztwu ziemi chełmińskiej pod zwierzchnictwem księcia Konrada I mazowieckiego, który nadał tę ziemię, a wraz z nią "Colno", biskupowi Chrystianowi z Oliwy. W 1223 nadanie to zatwierdził papież Honoriusz III.
Od 1226 po sprowadzeniu na Mazowsze zakonu krzyżackiego przez księcia mazowieckiego Konrada I tereny, na których leży miejscowość w XIII-XV wieku znalazły się we władaniu krzyżaków. W 1322 wieś Kolno stanowiła własność miasta Chełmna i przeznaczona była na pastwiska oraz role, a gospodarstwa nie mogły mieć więcej niż 3 łany powierzchni. We wsi gospodarował wówczas jeden gospodarz („hoffman”) oraz dwóch zagrodników. W miejscowości wolno było także użytkować drewno na opał oraz jako budulec oprócz dębów. Wieś po połowie z miastem mogła także hodować pszczoły. W 1393 zawarty został układ kapituły chełmińskiej z miastem Chełmnem dotyczący korca biskupiego wg. którego wieś miała go dawać od jednego pługa. 
W drugiej połowie XVI wieku miejscowość była własnością miasta Chełmna i znajdowała się na terytorium biskupstwa chełmińskiego w parafii Chełmno, a administracyjnie leżała w powiecie chełmińskim, województwa chełmińskiego w Koronie Królestwa Polskiego.
Wskutek I rozbioru Polski w 1772, miejscowość przeszła pod władanie Prus i jak cała ziemia chełmińska znalazła się w zaborze pruskim.

## Podział administracyjny
| SIMC    | Nazwa       | Rodzaj                          |
| ------- | ----------- | ------------------------------- |
| 1028182 | Za Jeziorem | część wsi (zniesiona w 2023 r.) |

W latach 1939–1945 położona była w okręgu Rzeszy Gdańsk-Prusy Zachodnie, w rejencji bydgoskiej (Regierungsbezirk Bromberg), w powiecie Chełmno (Kreis Kulm).
W latach 1975–1998 miejscowość administracyjnie należała do województwa toruńskiego.

## Demografia
Według Narodowego Spisu Powszechnego (III 2011 r.) wieś liczyła 425 mieszkańców. Jest czwartą co do wielkości miejscowością gminy Chełmno.

## Zabytki
Według rejestru zabytków NID na listę zabytków wpisany jest cmentarz ewangelicki z XIX w., nr rej.: 538 z 1.06.1987.